# Pigen og greven
Pigen og greven er en dansk komediefilm fra 1966 instrueret af Finn Henriksen, der også har skrevet manuskriptet i samarbejde med Carl Ottosen.

## Medvirkende
- Dirch Passer
- Lene Tiemroth
- Peter Steen
- Karin Nellemose
- Malene Schwartz
- Karl Stegger
- Ove Sprogøe
- Sigrid Horne-Rasmussen
- Carl Ottosen
- Paul Hagen
- Preben Mahrt
- Daimi Gentle
- Preben Kaas
- Poul Bundgaard
- Bjørn Spiro

## Ekstern henvisning
- Pigen og greven på Internet Movie Database (engelsk)
- Pigen og greven på Filmdatabasen
- Pigen og greven på danskefilm.dk
- Pigen og greven på danskfilmogtv.dk
- Pigen og greven på Scope
- Pigen og greven i Svensk Filmdatabas (svensk)
- Pigen og greven på The Movie Database (engelsk)